# Județul Fălciu (interbelic)
Județul Fălciu a fost o unitate administrativă de ordinul întâi din Regatul României, aflată în regiunea istorică Moldova. Reședința județului era orașul Huși.

## Întindere

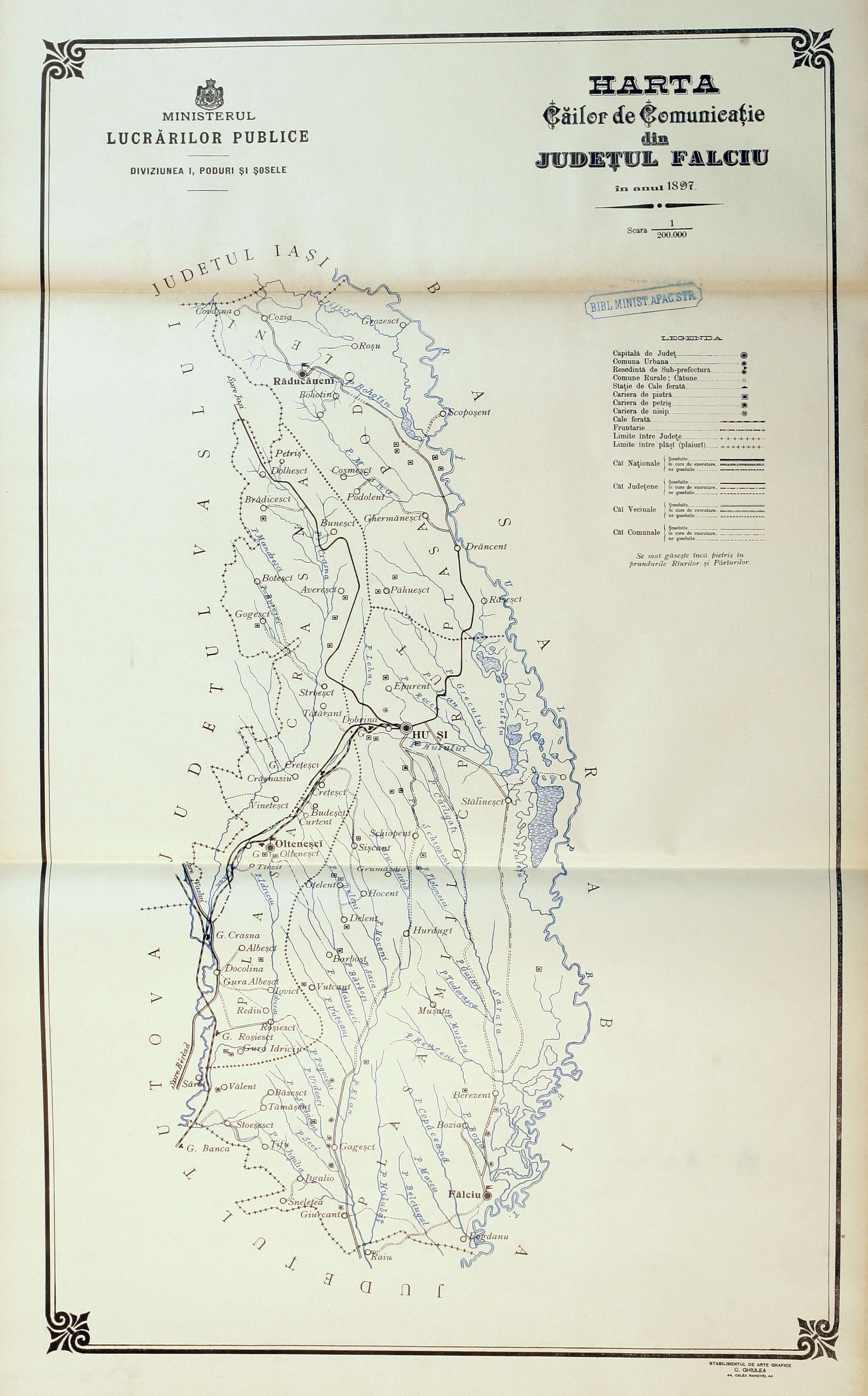
Harta județului Fălciu în Atlasul Căilor de Comunicații din 1897

La înființare, județul Fălciu era un județ de frontieră. Se învecina cu Basarabia (ce făcea parte atunci din Imperiul Rus, până în 1878 se învecina și cu județul Cahul) și cu județele românești Tutova, Vaslui și Iași. Județul se afla în estul României, de-a lungul râului Prut.

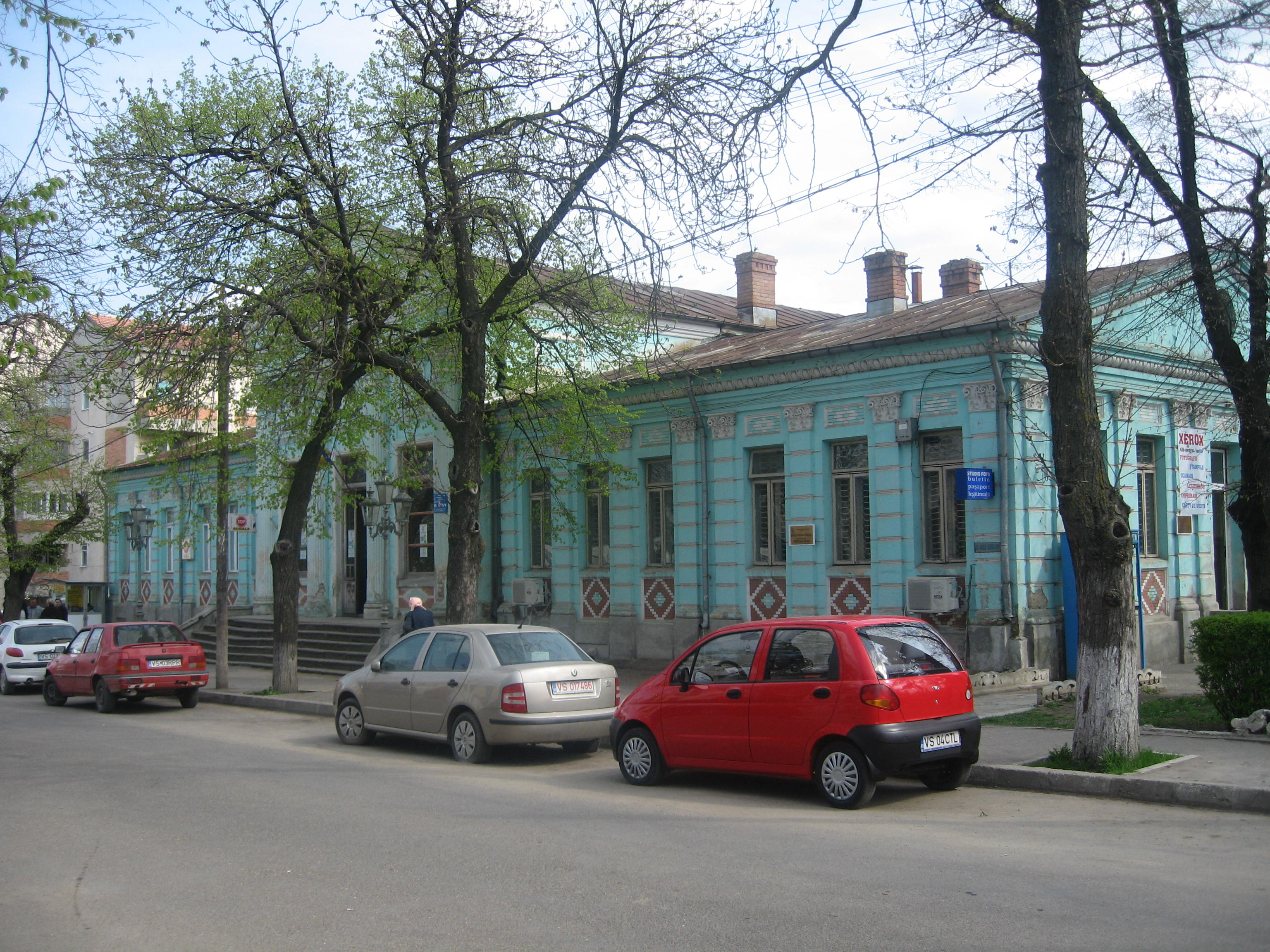
Clădirea Tribunalului județului Fălciu din perioada interbelică. Clădirea-monument istoric, construită în anul 1882 și situată pe Str. Alexandru Giugaru nr. 1-2, găzduiește în prezent Judecătoria, Parchetul și Casa de Cultură „Alexandru Giugaru” din Huși.

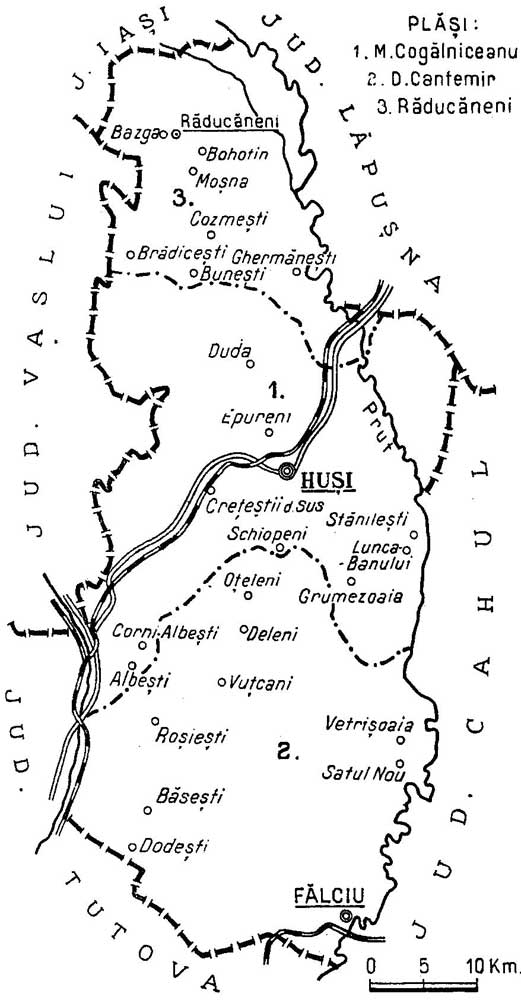
Harta județului, cu dispunerea și denumirea plășilor, în anul 1938.

În perioada interbelică, județul se afla în partea estică a României Mari, în zona central-estică a regiunii Moldova. Județul cuprindea partea estică din actualul județ Vaslui și extremitatea sud-estică a actualului județ Iași. În acea perioadă, județului i s-a alipit și zona comunei Pogănești și a câtorva sate învecinate, de pe malul stâng al Prutului. Se învecina la vest cu județul Vaslui, la nord cu județul Iași, la est cu județele Lăpușna și Cahul, iar la sud și sud-vest cu județul Tutova.

## Relief
Județul Fălciu era situat pe cursul mijlociu al râului Prut, în dreptul vestitei păduri a Tigheciului, adică la o fostă margine de țară (marginea dinspre Bugeac). Relieful județului era reprezentat de podiș crestat, cu aspect deluros. Partea nordică a județului făcea parte din regiunea de sud a  Moldovei înalte, care se ridică la peste 400 de metri (masivul Bârladului de sus), iar cea sudică era formată din culmile ramificate care alcătuiesc bazinul Elanului. Valea Prutului constituia partea cea mai joasă a județului. Pe malul stâng al Prutului, ținutul Fălciului cuprindea partea inferioară a culmilor care, coborând din masivul Bâcului din centrul Basarabiei se ramifică printre afluenții din stânga Prutului (Lăpușna și alții). Rețeaua hidrografică este alcătuită din Prut și din afluenții acestuia: Elan, Lăpușna, Crasna etc.

## Istorie
În anul 1864, domnitorul Alexandru Ioan Cuza dă prima lege de organizare administrativ-teritorială modernă a teritoriului României. Legea prevedea împărțirea țării în 33 de județe, având ca subdiviziuni plășile și comunele (urbane și rurale). Județele și comunele erau investite cu personalitate juridică și cu organe deliberative și executive: consiliul județean și prefectul (acesta din urmă ca reprezentant al guvernului în teritoriu), respectiv consiliul comunal
și primarul (în calitate de reprezentant al guvernului în teritoriu). Plășile erau simple subdiviziuni ale județelor, fără personalitate juridică, conduse de subprefecți, cu atribuții de supraveghere și control asupra autorităților comunale.

## Organizare
Județul antebelic Fălciu era împărțit în 4 plăși: Podoleni (9 comune, 34 sate și 2 târgușoare; cu reședința în târgușorul Drânceni), Crasna (20 comune, 46 sate, 2 târgușoare; cu reședința în satul Crețești), Prutul (11 comune, 35 sate, un oraș, un târgușor; cu reședința în târgul Fălciu) și Mijlocul (22 comune, 44 sate, 2 târgușoare; cu reședința tot la Fălciu, fiind unită cu plasa Prutul). Județul avea un oraș, 62 comune rurale formate din 159 sate și 7 târgușoare.
Teritoriul județului interbelic Fălciu era împărțit inițial în două plăși:
1. Plasa Fălciu (sau Dimitrie Cantemir) și
2. Plasa Mihail Kogălniceanu.

Ulterior a fost înființată a treia plasă:
1. Plasa Răducăneni.

Județul avea două comune urbane, Huși (reședința județului) și Fălciu, respectiv 153 de sate, împărțite astfel: 72 de sate în plasa Mihail Kogălniceanu, 52 de sate în plasa Dimitrie Cantemir și 29 de sate în plasa Răducăneni.
În timpul dictaturii carliste, județul a făcut parte din ținutul Dunării. În 1950, a fost desființat de regimul comunist, iar teritoriul său a fost împărțit între raionul Huși din regiunea Bârlad și raionul Codăești din regiunea Iași.

## Populație
Conform datelor recensământului din 1930 populația județului era de 115.055 de locuitori, dintre care 94,4% români, 3,1% evrei, 1,6% țigani, 0,3% maghiari ș.a. Din punct de vedere confesional a fost înregistrată următoarea alcătuire: 91,7% ortodocși, 4,9% romano-catolici, 3,2% mozaici ș.a.
La data de 1 iulie 1937 cifra probabilă a populației județului Fălciu era de 125.640 de locuitori. Față de populația numărată la recensământul din 1930, rezultatele recensământului din 1937 reprezentau un spor natural de 10.585 de locuitori pe o perioadă de 6 ani și jumătate.

### Mediul urban
În 1930 populația urbană a județului era de 17.130 de locuitori, dintre care 81,9% români, 14,6% evrei, 1,9% maghiari ș.a. Sub aspect confesional, orășenimea era alcătuită din 61,8% ortodocși, 23,3% romano-catolici, 14,7% mozaici ș.a.

## Educație
După rezultatele provizorii ale recensământului din 1930, populația județului, de la 7 ani în sus era de 87.231 de locuitori, din care 57,5% erau știutori de carte. După sex, proporția era de 72,5% bărbați știutori de carte și 43,3% femei știutoare de carte. Populația școlară a județului Fălciu (între 5-18 ani) a fost în anul 1934 de 30.515 locuitori (3.121 în mediul urban și 27.394 în mediul rural). 
În anul 1934, în județ funcționau: 1 liceu de băieți, 1 liceu de fete, 1 gimnaziu comercial de băieți, 1 gimnaziu industrial de băieți, 1 gimnaziu industrial de fete, 1 școală de viticultură și 1 școală de cântăreți bisericești. Acestora li se adăugau cele 137 de școli primare, dintre care 128 în mediul rural și 9 în orașe.

## Economie
Economia județului Fălciu era reprezentată în principal de agricultură, însă această ramură a avut de suferit din cauza climei secetoase și a lipsei pădurilor. În proporție importantă era cultivată vița de vie (până în 4.500 de hectare), fiind cunoscute podgoriile din zona Hușiului. Suprafața arabilă era de peste 138.000 de hectare, adică circa 65% din suprafața județului și 0,47% din suprafața totală a țării. Din suprafața arabilă a județului, marea proprietate deținea peste 16.000 de hectare, iar mica proprietate aproape 122.000 de hectare. Marea parte a suprafețelor arabile era cultivată cu cereale (porumb, orz, grâu, ovăz, secară, mei). Fânețele cultivate și alte culturi furajere ocupau aproximativ 12.000 de hectare, plantele furajere aproape 3.000 de hectare, iar plantele industriale circa 7.000 de hectare. De asemenea, existau pășuni pe mai mult de 21.000 de hectare, iar pădurile ocupau aproape 23.000 de hectare.
Lipsa zăcămintelor și a altor resurse naturale, dar și gradul scăzut de urbanizare au determinat o dezvoltare slabă a industriei. Puțina industrie a județului era concentrată în orașul Huși. În anul 1935, în județ existau: 58 de mori, 2 fabrici de ulei (la Oltenești și Hurduci), 2 de tricotaje, 5 de dărăcit lână, 3 de lumânări, 1 de săpun, 2 de cărămizi, 1 tăbăcărie (toate la Huși), 2 fabrici de cherestea (la Drânceni și Fălciu) și 1 de olărie (la Răducăneni).
Comerțul se realiza în principal cu produse agricole, vin, struguri, fructe, lână și brânzeturi. În perioada interbelică, comerțul s-a dezvoltat în jurul celor două drumuri importante ce traversau județul spre Basarabia: unul ce trecea prin Huși și altul, situat în partea sudică a județului, ce trecea prin Urdești și Fălciu. De-a lungul acestor drumuri s-au dezvoltat câteva târguri, precum Fălciu, în trecut cu statut de oraș și reședință de plasă, iar în prezent doar comună. Pe teritoriul județului, se organizau mai multe târguri anuale: în Huși pe 14 septembrie, în Fălciu pe 24 iunie, în Vutcani pe 15 august, în Hoceni pe 14 octombrie, în Băsești pe 23 iunie și în Răducăneni pe 29 august.
Transporturile erau realizate atât pe căile rutiere, cât și pe cele feroviare. Rețeaua de drumuri a județului Fălciu însuma 1.496 km și era împărțită astfel: drumuri naționale (69 km în total, din care Direcțiunea Generală a Drumurilor întreținea 66 km de drum pietruit, restul de 3 km pavați revenind comunelor urbane), drumuri județene (231 km pietruiți în întregime și întreținuți de administrația județului), drumuri comunale (1.196 km). Județul era străbătut de trei drumuri naționale, ce făceau legătura între următoarele localități: Bârlad – Huși – Chișinău, Crasna – Vaslui – Iași, Bârlad – Fălciu – Comrat. De asemenea, județul dispunea de o rețea de căi ferate cu lungimea totală de 56 km, din care 15 km de linii principale simple și 3 km de linii înguste simple. Principalele gări erau cele din Crasna și Huși.